# Giacomo Attendolo
Pour les articles homonymes, voir Muzio Attendolo.

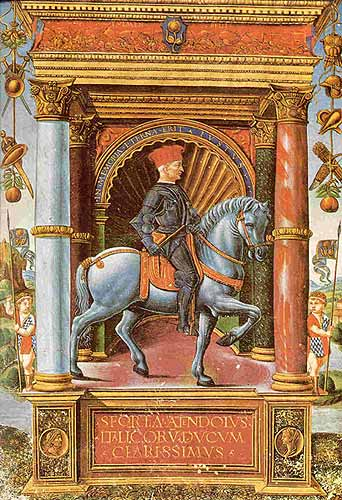
Giacomo (Muzio) Attendolo Sforza sur une miniature du XVe siècle.

Giacomo Attendolo ou Muzio Attendolo ou Mazio Sforza, de son vrai nom Giacomuzzo Attendolo, né le 28 mai 1369 à Cotignola, dans la province de Ravenne en Émilie-Romagne (Italie), et mort le 4 janvier 1424 à Pescara, dans les Abruzzes, était un militaire italien du XVe siècle, capitano di ventura, c'est-à-dire capitaine d'une compagnie de mercenaires.
Condottiere provenant de Romagne, Giacomo Attendolo servit les rois angevins de Naples. Surnommé Muzzo ou Muzio, dit Sforza (le Fort), il fut comte de Cotignola, et le fondateur de la dynastie des Sforza.

## Biographie
Giacomo était le fils de Giovanni Attendolo (it) et d'Elisa Petraccini (parfois orthographié Petrascini). Son père, Giovanni, appartenait à une riche famille de la noblesse rurale, vassale des Comtes de Cunio (it), et se consacrant autant aux activités de la terre qu'au métier des armes. Sa mère, Élisa, est décrite comme une femme d'un caractère âpre. Le couple Attendolo eut 21 enfants.

### Le pari
Le jeune Muzio (diminutif de Giacomuzzo), âgé de 13 années seulement, s’adonnait à piocher le champ familial quand, son attention fut attirée par la sonnerie des fifres et tambourins d’une compagnie de soldats, commandée par Boldrino da Panicale, condottiere du pape, qui battait la campagne pour enrôler les jeunes volontaires.
Sollicité par les jeunes hommes, déjà enrôlés, à venir les rejoindre, Muzio, qui rêvait d’être cavalier, se fit le pari de lancer sa pioche dans un arbre et que si celle-ci y restait accrochée, il partirait avec eux. Pari tenu et pari fait ; la pioche resta prise dans une branche et Muzio rejoignit les rangs des nouveaux engagés, accompagné de ses frères Bartolo, Bosio, Francesco et de ses cousins Lorenzo et Micheletto.

### Les débuts
Muzio se mit au service de la compagnie San Giorgio d'Alberico da Barbiano, où il apprit l’usage des armes et la technique militaire. Son courage, sa force exceptionnelle pour son âge et son caractère le fit remarquer de son maître d’arme : un soir, après une bataille, alors qu’il conteste énergiquement la façon de partager le butin, son capitaine lui donna le surnom de Sforza (force), surnom qui lui resta et qui devint le nom de sa lignée.

### Sa carrière
Pensant en avoir appris suffisamment, il quitte la compagnie avec ses frères et cousins, pour rejoindre Francisco de Borja y Aragón, qui l’ayant remarqué, lui affecte le commandement de deux cents cavaliers.
En 1398, il montre son habileté au combat en défendant les gens de Pérouse menacés par les armées de Jean Galéas Visconti. Ce dernier, impressionnée par son courage, l’engage contre une double solde. Mais les fréquentes intrigues et jalousies, qui sont le quotidien de la cour des Visconti, lui font préférer la compagnie des Florentins, eux-mêmes en guerre contre les Visconti.
En 1402, à la bataille de Casalecchio, Sforza se retrouve face à Alberico da Barbiano, son premier maître, auquel il échappe non sans peine, après avoir tenté, de nuit, une attaque surprise du camp ennemi. La retraite de sa troupe est contrariée par ceux qu'inquiète la présence de ces mercenaires impitoyables; les embuscades tendues pour récupérer le butin sont nombreuses, la majeure partie de sa condotta est anéantie.
En 1404, il vainc Angelo della Pergola et s’empare de Castiglione della Pescaia, puis de Pise en 1406. Nicolas III d'Este (Niccolò III d'Este) l’engage contre Ottobuono Terzi qui s’était rendu maître de la ville de Parme et où il s’adonnait à de grandes atrocités. Muzio Sforza, par sa tactique militaire et ses ruses, le bat à Modène et le pourchasse jusqu’à Reggio. En reconnaissance, Nicolas d’Este lui concède les terres de Montecchio.
En 1409, sa renommée parvient à Ladislas Ier de Naples, en guerre contre le pontificat de Florence qui le fait venir à Naples et le nomme grand connétable du royaume pour combattre efficacement les troupes pontificales et florentines. Il reprend des territores perdus à des ennemis dépourvus de véritable stratégie et vite débordés par l'usage de la cavalerie légère. À la mort du souverain (6 août 1414), il reste au service de son héritière  Jeanne II de Naples. Pandolfo Alopo (dit Pandolfello), favori de la reine, par jalousie arrête et emprisonne Muzio, mais menacé par les troupes de ce dernier, Alopo le libère et lui donne sa sœur Catherine en épouse, ainsi que les seigneuries de Benevento et Manfredonia.
En 1417, le pape demande aide à Jeanne II pour résister à Braccio da Montone, le chef des armées aragonaises. Muzio Attendolo s’y rend accompagné de son fils François Sforza. Il retourne ensuite à Naples, auprès de Giovanni Caracciolo, nouveau favori de la reine. En 1418 il est nommé gonfalonier de l’église et commandant des troupes pontificales.
Le pape Martin V presse Jeanne II pour qu’elle adopte comme prince héréditaire, son candidat Louis III d'Anjou, et pour soutenir ce prétendant angevin, envoie Muzio Attendolo à Pérouse pour vaincre Braccio da Montone. Jeanne II nomme cependant son successeur le souverain d’Aragon, Alphonse V d'Aragon. En raison de l'hostilité de la part de Caracciolo, la reine rompt l'accord avec Alphonse V qui avait tenté de l’emprisonner. Attendolo la conduit en sûreté au château de Acerra et Alphonse repart en Espagne laissant à Braccio da Montone la charge de défendre sa cause.
En 1423, la cité de L'Aquila se rebelle, Jeanne charge Muzio de la reconquérir. Voulant regarder les eaux du fleuve Pescara, son page risque de se noyer et Muzio, dans la tentative pour le sauver, tombe à l’eau et est emporté avec lui par les flots. Après la mort de leur chef, les capitaines des contingents de la condotta acceptent un repli en bon ordre, disposés à se réconcilier momentanément avec l'adversaire.
On disait de lui in gemino certamine, au combat il en vaut deux.

## Succession
Giacomo Attendolo s'est marié trois fois :
- Premier mariage : Antonia Salimbeni († 1411), de Sienne
  - Bosio (1410 - 1476) Comte de Santa Fiora
- Second  mariage : en 1414 avec Catherine (dite Catella) Alopo dei Baroni Piscopo d'Alopo
  - Leonardo (1415 - 1438)
  - Bartolo (1420 - 1435) Comte de Celano

Certaines sources citent une fille, Giovanna (Jeanne), née avant Leonardo. Giovanna n’est pourtant pas citée sur son arbre généalogique.
- Troisième mariage: en 1419 avec Maria Marzani dei Duchi di Sessa, comtesse de Celano
  - Carlo (1423 - 1457) qui devint archevêque de Milan, de 1454 à 1457, sous le nom de Carlo Gabriele Sforza
- Entre les fils naturels et légitimes avec Lucia Terzani da Marsciano (huit en tout) :
  - François Sforza
  - Alessandro Sforza

Il eut d’autres fils naturels et légitimes avec Tamira di Cagli